# María Luisa Ponte Mancini
María Luisa Ponte Mancini (Medina de Rioseco, Valladolid; 21 de juny de 1918-Aranjuez, Madrid; 2 de maig de 1996) va ser una actriu espanyola de reconegut prestigi que va participar en nombroses pel·lícules, obres de teatre i sèries de televisió.

## Biografia
Filla dels actors Enrique Ponte i Haydée Mancini Puggi, va néixer en plena gira teatral i amb tan sols sis mesos d'edat va pujar per primera vegada a un escenari. Es va dedicar professionalment a la interpretació des dels catorze anys i en endavant va centrar la seva activitat en el teatre, incorporant-se a la companyia del seu pare i intervenint en muntatges de La malquerida, Casa de nines o Ni al amor, ni al mar. La Guerra Civil va sobrevenir a la jove actriu mentre treballava en La Pola Siero (Astúries).
Altres obres que va interpretar van ser Panorama desde el puente (1958), d'Arthur Miller; Don Juan Tenorio (1953), de José Zorrilla; El bello indiferente (1953), de Jean Cocteau; La mordaza (1954), d'Alfonso Sastre, La ratonera (1954), d'Agatha Christie; El caso del señor vestido de violeta (1954), de Miguel Mihura; Medida por medida (1955), de Shakespeare; La guerra empieza en Cuba (1955), de Víctor Ruiz Iriarte; El anzuelo de Fenisa (1961), de Lope de Vega; Solo Dios puede juzgarme (1969), d'Emilio Romero; Numancia, de Cervantes, dirigida per Miguel Narros; El rufián Castrucho, de Lope de Vega i Un enemigo del pueblo, de Henrik Ibsen.
També Ocho mujeres, de Robert Thomas; Todos eran mis hijos (1963), d'Arthur Miller; La noche de la iguana (1964), de Tennessee Williams, La tercera palabra, d'Alejandro Casona; Calígula, d'Albert Camus; Luces de bohemia, de Valle Inclán; Maribel y la extraña familia, de Miguel Mihura; Las arrecogías del beaterio de Santa María Egipciaca (1977), de José Martín Recuerda; El padre (1978), d'August Strindberg; Las bicicletas son para el verano (1982), de Fernando Fernán Gómez y Bajarse al moro, de José Luis Alonso de Santos.
La seva veu potent, la seva força i caràcter, fan d'ella una intèrpret popular i recognoscible. La seva primera pel·lícula data de 1952 i al llarg de les següents tres dècades es va consolidar com una de les actrius més destacades dels repartiments cinematogràfics. Sovint els seus personatges responen a un estereotip de dona amargada, hipòcrita o antipàtica. En la seva amplíssima trajectòria caben grans títols del cinema espanyol com El pisito i El cochecito, de Marco Ferreri; La ciudad no es para mí, de Pedro Lazaga; El verdugo, de Luis García Berlanga; El extraño viaje y El viaje a ninguna parte, de Fernando Fernán Gómez; Camada negra, de Manuel Gutiérrez Aragón o La colmena, de Mario Camus.
També en televisió va desenvolupar una carrera notable, destacant la seva participació a Fortunata y Jacinta, Farmacia de guardia i La Regenta.
Va mantenir la seva activitat professional fins a poc abans de la seva mort en 1996, rebent el premi Goya per la seva última pel·lícula el gener de 1995.
Va tenir una filla abans d'enviduar de l'actor José Luis López de Rueda. Es va unir sentimentalment al també actor Agustín González entre 1954 i 1986.

## Premis i candidatures
Premis Goya
| Any  | Categoria                                    | Pel·lícula                  | Resultat   |
| ---- | -------------------------------------------- | --------------------------- | ---------- |
| 1986 | Millor interpretació femenina de repartiment | El hermano bastardo de Dios | Candidata  |
| 1994 | Millor actriu secundària                     | Canción de cuna             | Guanyadora |

Fotogramas de Plata
| Any  | Categoria                  | Sèrie               | Resultat  |
| ---- | -------------------------- | ------------------- | --------- |
| 1992 | Millor actriu de televisió | Farmacia de guardia | Candidata |

Premis ACE (Nueva York)
| Any  | Categoria                | Sèrie      | Resultat   |
| ---- | ------------------------ | ---------- | ---------- |
| 1980 | Millor actriu secundària | El nido    | Guanyadora |
| 1982 | Millor actriu secundària | La colmena | Guanyadora |

Altres
- Premio del Sindicato Nacional del Espectáculo per Ensayo general para la muerte (1962)
- Premi María Guerrero por Las bicicletas son para el verano (1982)
- Premio Nacional de Cinematografía (1992)

## Filmografia
- La estrella de Sierra Morena 1952 Ramón Torrado.
- ¿Dónde vas, Alfonso XII? 1958 Luis César Amadori.
- La vida por delante 1958 Fernando Fernán Gómez.
- Tenemos 18 años 1959 Jesús Franco.
- El pisito 1959 Marco Ferreri.
- Los chicos 1959 Marco Ferreri.
- El cochecito 1960 Marco Ferreri.
- La Venganza De Don Mendo 1961 Fernando Fernán Gómez.
- Rogelia 1962 Rafael Gil.
- Ensayo general para la muerte 1963 Juli Coll.
- El verdugo 1963 Luis García Berlanga.
- Amador 1964 Francisco Regueiro.
- Combate de gigantes 1964 Giorgio Capitani.
- El mundo sigue 1965 Fernando Fernán Gómez.
- Los que no fuimos a la guerra 1965 Julio Diamante.
- La ciudad no es para mí 1965 Pedro Lazaga.
- Camino del Rocío 1966 Rafael Gil.
- Lucky, el intrépido 1966 Jesús Franco.
- Las viudas 1966 Juli Coll.
- Hoy como ayer 1966 Mariano Ozores fill.
- Club de solteros 1967 Pedro Mario Herrero.
- El extraño viaje 1967 Fernando Fernán Gómez.
- Los chicos con las chicas 1967 Javier Aguirre.
- Con el viento solano 1967 Mario Camus.
- Crónica de nueve meses 1967 Mariano Ozores hijo.
- El turismo es un gran invento 1968 Pedro Lazaga.
- Las secretarias 1968 Pedro Lazaga.
- Después de los nueve meses 1970 Mariano Ozores hijo.
- El dinero tiene miedo 1970 Pedro Lazaga.
- Fortunata y Jacinta, 1970 Angelino Fons.
- La graduada 1971 Mariano Ozores.
- Me debes un muerto 1971 José Luis Sáenz de Heredia.
- Don Quijote cabalga de nuevo 1972 Roberto Gavaldón.
- Tamaño natural 1973 Philippe Agostini.
- Celos, amor y Mercado Común 1973 Alfonso Paso.
- Señoritas De mala compañía, Las 1973 José Antonio Nieves Conde.
- El pícaro 1974 Fernando Fernán Gómez.
- La Regenta 1974 Gonzalo Suárez.
- La petición 1976 Pilar Miró.
- La mujer es un buen negocio 1976 Valerio Lazarov.
- Los claros motivos del deseo 1977 Miguel Picazo.
- Camada negra 1977 Manuel Gutiérrez Aragón.
- El nido 1979 Jaime de Armiñán.
- La Campanada 1979 Jaime Camino.
- El liguero mágico 1980 Mariano Ozores.
- 127 millones libres de impuestos 1980 Pedro Masó.
- Hijos de papá 1980 Rafael Gil.
- La tía de Carlos 1981 Luis María Delgado.
- Es peligroso casarse a los 60 1981 Mariano Ozores.
- La colmena 1982 Mario Camus.
- Nacional III 1982 Luis García Berlanga.
- Y del seguro ... líbranos señor! 1983 Antonio del Real.
- El pan debajo del brazo 1983 Mariano Ozores.
- La vaquilla 1985 Luis García Berlanga.
- De hombre a hombre 1985 Ramón Fernández
- La corte de Faraón 1985 José Luis García Sánchez.
- Mambrú se fue a la guerra 1985 Fernando Fernán Gómez.
- El viaje a ninguna parte 1986 Fernando Fernán Gómez
- El hermano bastardo de Dios 1986 Benito Rabal.
- Moros y cristianos 1987 Luis García Berlanga.
- Rosa Rosae 1993 Fernando Colomo.
- El Cianuro, ¿solo o con leche?, 1993 José Ganga.
- Canción de cuna 1994 José Luis Garci.

## Televisió
- Fernández, punto y coma 
  - 23 de febrer de 1964
- Teatro de siempre 
  - El burgués gentilhombre (1967)
  - Medea (1966)
- La familia Colón
  - Miss Publicidad (10 de març de 1967)
- Estudio 1 
  - Los verdes campos del Edén (4 de gener de 1967)
  - Todos eran mis hijos (1 de febrer de 1967)
  - Prohibido suicidarse en primavera (29 de març de 1967)
  - El Caballero de Olmedo (29 d'octubre de 1968)
  - Las tres hermanas (14 de maig de 1970)
  - Teresina (17 de setembre de 1971)
  - Puebla de las mujeres (12 de novembre de 1971)
  - El castigo de la miseria (1 de gener de 1972)
  - Vivir de ilusiones (15 de setembre de 1972)
  - El caballero de Olmedo (1 de gener de 1973)
  - El okapi (19 de maig de 1975)
  - Los caciques (26 d'abril de 1976)
  - El enfermo imaginario (15 d'octubre de 1979)
  - El padre (15 de juliol de 1981)
- Fábulas 
  - El asno y el caballo (31 de març de 1968)
  - La mona y el elefante (25 de febrer de 1970)
- Historias naturales 
  - La dulce muerte (15 de juny de 1968)
- La risa española 
  - Es mi hombre (7 de març de 1969)
- Novela 
  - El Cristo de la Vega (15 de juny de 1970)
  - Elia (10 de gener de 1972)
- Al filo de lo imposible
  - El de la suerte (18 de juliol de 1970)
- Del dicho al hecho 
  - No hay cosa tan sabrosa como vivir de limosna (16 de juny de 1971)
- Las doce caras de Eva 
  - Leo (1 de desembre de 1971)
- Los Camioneros 
  - Tabaco y naranjas a mitad de precio (12 de novembre de 1973)
  -  Somos jóvenes y podemos esperar (17 de desembre de 1973)
- Hora once 
  - El caballero de las botas azules (29 de gener de 1973)
- Ficciones 
  - Melissa (16 de febrer de 1974)
- Los Libros 
  -  La Celestina (2 d'abril de 1974)
- El Pícaro (1974), de Fernando Fernán Gómez.
  - Capítulo 8: Influencia de la Luna en las partidas de naipes
- Cuentos y leyendas 
  -  La buena vida (3 d'octubre de 1975)
  - Maese Pérez, el organista (2 de gener de 1976)
- Curro Jiménez
  -  Los rehenes (2 de març de 1977)
- Cervantes (1981)
- Fortunata y Jacinta (1981) de Mario Camus.
- Anillos de oro
  -  Cuando se dan mal las cartas (1 de gener de 1983)
- Cuentos imposibles 
  - Ingrid Bloom (2 d'octubre de 1984)
  - Nuevo amanecer (9 d'octubre de 1984)
  -  Rosa fresca (16 d'octubre de 1984)
  - Ha dicho para (23 d'octubre de 1984)
  -  Hostal Valladolid (30 d'octubre de 1984)
- Tarde de teatro 
  - El Señor Badanas (16 de novembre de 1986)
- Segunda enseñanza (1986), de Pedro Masó.
- Juncal (1987)
- Lorca, muerte de un poeta (1987)
- Bajarse al moro (1987)
- La mujer de tu vida
  -  La mujer lunática (16 de febrer de 1990)
- Las chicas de hoy en día 1991
- Farmacia de guardia Antonio Mercero (1991-1995).
- Celia 1992 José Luis Borau.
- La Regenta 1995 Fernando Méndez-Leite.

## Teatre (selecció)
- Usted no es mi marido (1941), d'Aldo de Benedetti, amb Nini Montiam, Luis García Ortega, Félix Dafauce, Carmen López Lagar.
- El conde de Rochester (1941), de H. Vere Steapode i Ivan Noé, amb Nini Montiam, Félix Dafauce, Carmen López Lagar, Luis García Ortega.
- Tú, gitano y yo, gitana (1941), de Antonio Casas Bricio, amb Nini Montiam, Carola Fernán Gomez, Esperanza Grases, Gabriel Llopart, Luis García Ortega.
- La dama de las camelias (1941), de Alejandro Dumas, amb Nini Montiam, Luis García Ortega, Gabriel Llopart, Félix Dafauce, Carola Fernan Gomez.
- Nidos sin pájaros (1944), de Serafín Álvarez Quintero i Joaquín Álvarez Quintero, amb Amparo Martí, Francisco Pierrá, Julio Goróstegui.
- Una mujer elegante (1944), de Leandro Navarro, amb Francisco Pierrá, Amparo Martí, Enrique Tejedor, María Luisa Tejedor.
- Mariquilla Terremoto, (1944), de Serafín Álvarez Quintero i Joaquín Álvarez Quintero, amb Fernando Granada, Tina Gascó, Alberto Solá, Manuel Alexandre, Ana María Morales.
- Lo que nunca fue mío (1946), de Leandro Navarro y Miguel de la Cuesta, amb Nini Montiam, Emilio Espinosa, María Bruque.
- Blanca por fuera y rosa por dentro (1946), de Enrique Jardiel Poncela, amb María Paz Molinero, Eduardo Hernández, Ana Farra, Emilio Menéndez.
- Angustias, la faraona (1946), de Antonio Casas Bricio, amb Nini Montiam, Maruja Recio, María Bruque, Domingo Rivas.
- Nosotros, ellas y el duende (1947), de Carlos Llopis, amb Manolo Gomez Bur, Guadalupe Muñoz Sampedro, Luis Peña.
- Casa Fontana (1948), de Elisabeth Mulder, amb Ana María Noé, Vicente Soler.
- El corazón ciego (1948), de Gregorio Martínez Sierra, amb Catalina Bárcena, José Crespo.
- Madame Tic-Tac (1952), de Philip Westers y Falkland L. Gary, amb Vicente Soler, Carlos Muñoz, Carmen Contreras, Julieta Solano.
- Brigada 21 (1952), de Sidney Kingsley, amb Vicente Soler, Asunción Sancho, Julieta Solano, Antonio Gandía, Carlos Muñoz, Luis Torrecilla.
- El proceso de Mary Dugan (1952), de Bayard Veiller, amb Antonio Gandía, Julieta Solano, Carlos Muñoz, Vicente Soler, Asunción Sancho.
- Don Juan Tenorio (1952), de José Zorrilla, amb Vicente Soler, Julieta Solano, Antonio Gandía, Carmen Contreras.
- El viajero sin equipaje (1953), de Jean Anouilh, amb Carlos Lemos (actor), Cándida Losada, Amparo Soler Leal.
- El rival de sí mismo (1953), de Francisco Bonmati, amb Amparo Soler Leal, Carlos Lemos (actor), Carlos Muñoz, Cándida Losada.
- No se dice adiós, sino hasta luego (1953), de Alfonso Paso, amb Tomás Blanco, Laura Alcoriza, Zoe Ducos.
- Menta (1953), de F. González Aller, amb Zoe Ducos, Ricardo Hurtado.
- Bajo el huracán (1953), de Martín Vale, amb Carlos Lemos (actor), Cándida Losada, Amparo Soler Leal, Magda Roger, Carlos Muñoz.
- El bello indiferente (1953), de Jean Cocteau, amb Ricardo Hurtado.
- Don Juan Tenorio (1953), de José Zorrilla, amb Carlos Lemos (actor), Amparo Soler Leal, Cándida Losada, Carlos Muñoz, María Banquer.
- El caso del señor vestido de violeta (1954), de Miguel Mihura, amb Fernando Fernan-Gomez, Fernando Guillen, Mercedes Muñoz Sampedro, Manuel Alexandre, Agustín González, Joaquin Roa, Rafael Bardem, Antonio Ozores.
- La mordaza (1954), de Alfonso Sastre, amb Rafael Bardem, Fernando Guillen, Antonio Prieto, Félix Navarro, Agustín González.
- Usted no es peligrosa (1954), de Victor Ruiz Iriarte, amb Isabel Garcés, Irene Caba Alba, Rafaela Aparicio, Irene Gutierrez Caba, Antonio Casas, Erasmo Pascual.
- La ratonera (1954), de Agatha Christie, amb Mariano Azaña, Irene Caba Alba, Irene Gutierrez Caba, Julia Gutierrez Caba, Antonio Casas.
- La torre sobre el gallinero (1954), de Vittorio Calvino, amb Fernando Fernan-Gomez, Rafael Bardem, Mercedes Muñoz Sampedro, Fernando Guillen, Joaquín Roa, Pilar Laguna, Luis Varela, Manuel Collado, Fernando la Riva.
- Tres sombreros de copa (1954), de Miguel Mihura, amb Mercedes Muñoz Sampedro, Pablo Garsaball, Luisita España, Alejandro Maximino.
- Clase única (1955), de José Antonio Giménez-Arnau, amb José Bodalo, Carlos Mendi, Ana de Leyva, José Luis Heredia, Manuel Arbó, Miguel Ángel, Félix Dafauce. Luisita España.
- La guerra empieza en Cuba (1955), de Victor Ruiz Iriarte, amb Tina Gascó, Miguel Ángel, Luisa Rodrigo, Gracita Morales, Carlos Mendi.
- La comedia de las equivocaciones (1956), de William Shakespeare, amb Nuria Torray, Agustín González, Maruja Recio, José Maria Prada, Fernando Cebrián.
- La Celestina (1956), de Fernando de Rojas, amb María Jesus Valdés, José Franco.
- Testigo de cargo (1956), de Agatha Christie, amb Cándida Losada, Ángel de la Fuente, Antonio Armet.
- El crimen paga (1957), de Ivan Noe y Pierrette Caillol, amb Ricardo Alpuente, Mercedes Pineda, Maria Luisa Moneró, Agustín González, Luis Orduna.
- El fantasma (1957), de Michel Dulud, amb Luis Orduna, Ricardo Alpuente, Agustín González, Victoria Rodríguez, María Luisa Moneró.
- Carlota (1957), de Miguel Mihura, amb Julia Gutierrez Caba, Agustín González, Isabel Garcés, Antonio Armet, Consuelo Company, Rafael Navarro.
- La venganza de Don Mendo (1958), de Pedro Muñoz Seca, amb José Luis Ozores, Rosita Yarza, Manuel Alexandre, Valeriano Andres, Agustín González, Fernando Delgado, Mariano Ozores Francés, Félix Navarro, Tota Alba.
- Panorama desde el puente (1958), de Arthur Miller, amb Vicente Haro, Pedro López Lagar, Julio Sanjuán.
- Jaque de reina (1958), de Monteagudo y Aizpuru, amb Tina Gascó, José Bodalo, José Vilar, Maruja Orellana, Luis Torrecilla.
- Gigi (1959), de Colette, amb Nuria Espert, Milagros Leal, Juanjo Menendez, Antonio Gandía, Carmen Carbonell.
- Maribel y la extraña familia (1959), de Miguel Mihura, amb Maritza Caballero, Paco Muñoz, María Basso, Julia Trujillo, Gregorio Alonso, Erasmo Pascual, Julia Caba Alba, Laly Soldevila.
- Maribel y la extraña familia (1960), de Miguel Mihura, amb Enrique Vivó, Maria Antonia Palmer, Fernando Ulloa, Mari Carmen Yepes, Josefina Tapias, Rafael Calvo.
- Ocho mujeres (1961), de Robert Thomas, amb Candida Losada, Ana Maria Vidal, María Francés, Paula Martel substituïda per Julita Martinez, Consuelo Company, Mercedes Barranco, Tota Alba substituïda per Amparo Goméz Ramos.
- El anzuelo de Fenisa (1961), de Lope de Vega, amb Carmen Bernardos, Antonio Ferrandis, José María Seoane, Lola Cardona, Manuel Andrés, José Vivó, José María Prada.
- El capitán Veneno (1963), de Pedro Antonio de Alarcón, amb Fernando Fernán Gomez, Gemma Cuervo, Agustín González, Julia Caba Alba, Joaquín Roa.
- Todos eran mis hijos (1963), de Arthur Miller, amb Berta Riaza, Ricardo Lucía, Luis Prendes, Félix Navarro.
- Los melindres de Belisa (1963), de Lope de Vega, amb Ricardo Lucía, Berta Riaza, Julieta Serrano, Antonio Medina (actor).
- Una estatua para las palomas (1964), de Ángel Escarzaga, amb Carlos Lemos (actor), Fernando Guillen, Lola Herrera, Francisco Merino, Antonio Pineda.
- La vidente (1965), de André Roussin, amb Guadalupe Muñoz Sampedro substituïda per Rosario García Ortega.
- El rufián castrucho (1968), de Lope de Vega, amb Agustín González, José Luis Pellicena, Julieta Serrano, Ana Belen, Berta Riaza.
- Los huevos del avestruz (1968), de André Roussin, amb José Bodalo, Enric Arredondo, Eugenia Zuffoli, Ramón Corroto, Mimí Muñoz.
- Los huevos del avestruz (1969), de André Roussin, amb Pedro Valentín, Luis Prendes, Mimí Muñoz, Eugenia Zuffoli.
- El malentendido (1969), de Albert Camus, amb Alicia Hermida, Fernando Guillen, Gemma Cuervo.
- Las cítaras colgadas de los árboles (1974/1975), de Antonio Gala, amb Nuria Torray, Silvia Tortosa, Hector Alterio, Rafael Arcos, Walter Vidarte, Antonio Vico Rodríguez, Marisa Lahoz.
- El padre (1978), de August Strindberg.

## Enllaçops externs
- Protagonistas del recuerdo: María Luisa Ponte (TVE)
- La escena pierde a María Luisa Ponte, una actriz de raza. El Mundo (03/05/1996)
- Obituari a El País (03/05/1996)
- Un soplo de tragedia. El País. Ángel Fernández-Santos (03/05/1996)